# Persiana Jones
Persiana Jones ist eine italienische Ska-Punk-Band, die 1988 in einer kleinen Stadt nördlich Turin namens Rivarolo Canavese gegründet wurde.

## Diskografie
Alben
- 1993: Show (live)
- 1995: Siamo circondati
- 1997: Brivido caldo
- 1998: El Paso Live
- 1999: Puerto Hurraco
- 2001: Agarra la onda
- 2003: Brace for Impact
- 2004: Another Show (live)
- 2007: Just for Fun
- 2023: Una Vita Fantastica